# Real Academia de Ciencias, Bellas Artes y Buenas Letras Luis Vélez de Guevara

Escudo de la Academia

La Real Academia de Ciencias, Bellas Artes y Buenas Letras Luis Vélez de Guevara de Écija (Sevilla, Andalucía, España) es una institución ecijana, que abarcó el antiguo "Casino de Artesanos" de la misma ciudad de Écija. Forma parte del Instituto de Academias de Andalucía y está asociada al Instituto de España. Tiene su sede en el Palacio de Benamejí de Écija

## Historia
«Arte y Sociedad en la Écija Contemporánea: El Casido de Artesanos, Versus: Tertulia Literaria y Academia de Bellas Artes». Publicación de Gerardo Pérez Calero. Universidad de Sevilla.
«No es infrecuente encontrar que el origen de algunas instituciones académicas locales españolas de los siglos XIX y XX se halle en tertulias, casinos, reuniones y ateneos en cuyo seno se abordaban aspectos o cuestiones literarias y artísticas a modo de debates. A veces, también, como lugar de enseñanza de algún ofi cio artesanal, dirigida por lo común a jóvenes con escasos recursos económicos y por ende imposibilitados para acceder a las academias ofi ciales en las que se impartía una enseñanza reglada.
Estas iniciativas, a no dudar, surgieron al calor de importantes instituciones culturales y artísticas que desde el siglo XVIII se habían creado en buena parte del territorio nacional propiciadas por la política áulica ilustrada y reformista; tales, las Sociedades Económicas de Amigos del País, las Sociedades de Costumbres, etc. En la centuria siguiente y buena parte del siglo XX, muchas de ellas desaparecieron, pasando a desempeñar un papel meramente simbólico, o se transformaron en ateneos, tertulias o cafés al modo de los creados en el Madrid galdosiano.
Como anticipo de un trabajo de mayor envergadura en el que me hallo inmerso, abordo ahora el caso particular de Écija, la fértil ciudad meridional a orillas del Genil, de brillante pasado social y cultural, que en el siglo XIX vio surgir una activa Sociedad Casino de Artesanos; la cual, en la centuria siguiente, se convertiría en Tertulia Literaria para terminar siendo, a comedios de la misma, Real Academia de Ciencias, Bellas Artes y Buenas Letras perteneciente después al Instituto de Academias de Andalucía». […]
Ver completo. (Pdf). Trabajo sobre la Academia. Perez Calero

## Sede

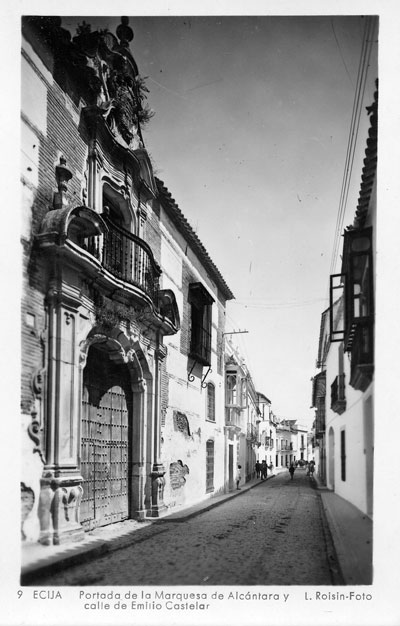
Portada del Palacio Alcántara. Écija

La sede de esta Real Academia se encuentra desde 2006 en el Palacio de Alcántara, sito en la calle Emilio Castelar nº45 de Écija. 
Durante dos décadas, entre 1986 y 2006, la sede de la Real Academia estuvo en el palacio de Peñaflor.
Según consta en los archivos de la Corporación, en el Pleno celebrado el día 5 de marzo de 1986, siendo Presidente el Ilmo. Sr. D. Antonio Fernández Pro, uno de los puntos del orden del día tratados se refería a la sede de la Academia:
«El Presidente informa ampliamente de las gestiones llevadas a cabo con el Ayuntamiento, para la consecución de la misma, que ha sido fijada provisionalmente en las dependencias del Torreón Noble del Palacio de Peñaflor, tomando posesión del mismo con dotación de mesa y armario-archivo. A este acto de posesión asistieron con el Presidente de la Real Academia, los Académicos Numerarios Ilmos. Sres. D. José Nogueras Ternero y D. Vicente Durán Recio, que fueron recibidos a las puertas del Palacio por la Delegada de Cultura, Dña. María Luz Ménez Correa y el Delegado de Turismo, Sr. Luna Riel».
Escudo y Medalla académica
A comienzos del curso académico 2000-2001, se le encarga al Sr. Secretario de esta Real Academia, el Ilmo. Sr. D. Mariano Oñoro, el diseño de un nuevo escudo y medalla de este Regia Corporación, realizando el mismo varios bocetos.
El Sr. Secretario, en un pleno de principios del año 2001, dio unas ligeras explicaciones del por qué el anterior escudo y medalla no eran conformes a las leyes Heráldicas y por lo cual había que modificarlos tanto uno como el otro. Seguidamente presentó siete anteproyectos a color realizados por él para la medalla de esta Regia Corporación teniendo en cuenta las distintas normas o leyes heráldicas que rigen desde antiguo para esta clase de distinciones, pero con el campo del escudo vacío. Después expuso una lista de figuras heráldicas que eran las más apropiadas o más adecuadas para conformar el escudo de una corporación como la nuestra, explicando la simbología de cada una de ellas. Acordándose por el Pleno de Sres. Académicos que en el escudo figurara un olivo: símbolo de Atenea, diosa de las Academias de Ciencias, Artes y Letras, como era la nuestra; y en su parte inferior un libro abierto símbolo de la sabiduría; todo ello sobre campo de oro, metal símbolo del Sol, o lo que es lo mismo, sinónimo del elemento heráldico principal de nuestra ciudad. Sobre el todo o al timbre, la corona real moderna, como Regia Corporación que es nuestra entidad.
Finalmente en el Pleno de Sres. Académicos Numerarios celebrado el día 15 de marzo de 2001, en su punto tercero, se aprueba definitivamente el escudo y medalla de nuestra Real Academia de Ciencias, Bellas Artes y Buenas Letras «Luis Vélez de Guevara», según los diseños presentado por el Sr. Secretario, que es como sigue:

## Escudo

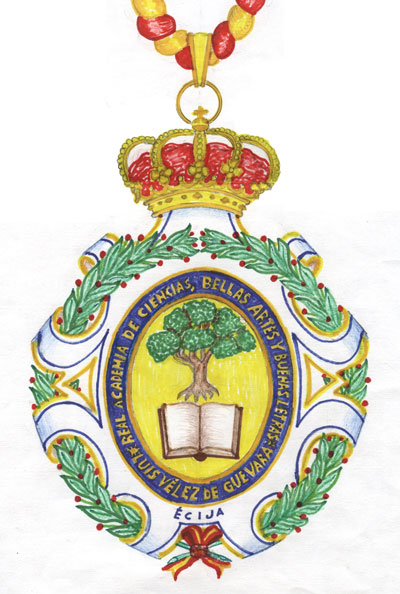
Medalla Académica

Escudo o campo ovalado como se determina para las armerías de comunidades religiosas, universidades, academias, capítulos, sociedades de tipo cultural, etc., cuyo origen proviene de Italia, donde particularmente se servían del escudo oval los eclesiásticos, universidades y entidades culturales como figura más conforme al escudo esférico que usaron los romanos antiguamente, símbolo de dominio universal. Sobre campo de oro, metal o color del Sol símbolo de nuestra ciudad, dos figuras puestas en palo; un LIBRO ABIERTO, símbolo de la Sabiduría, inteligencia, etc. superado o surmontado por un olivo como símbolo de la diosa Palas Atenea o Minerva, diosa y símbolo de las academias de Bellas Artes, Ciencias y Letras, como lo es nuestra Real Academia. Bordura de azur, color del campo del pendón de nuestra ciudad, con el título o nombre de nuestra Academia en letras de oro. Al timbre corona Real española moderna, como corresponde a una institución real como la nuestra.

## Medalla
El antes dicho escudo, sobre cartela de pergamino en blanco o plata, fileteada de oro y azur; entre las volutas exteriores de la misma, corona oval de laurel frutado, como símbolo del honor que debe de regir en todas las Academias; sus extremos inferiores cruzados y entrelazados por una cinta con los colores de la enseña de España.

#### Timbre
Timbrado todo ello con la Corona Real española en la que está engarzado el pergamino.

#### Cordón y pasador
Esta medalla va pendiente de un cordón con los colores oro y gules. Sirve de pasador un óvalo, más pequeño que el escudo académico, con las armas de la ciudad de Écija.

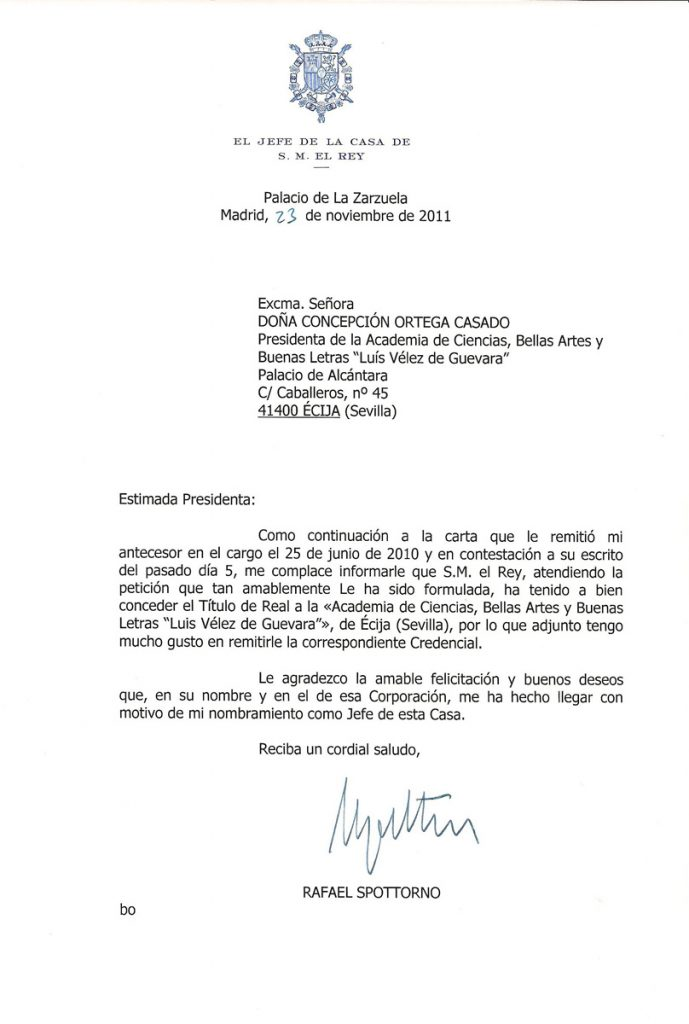
Carta de concesión título de Real

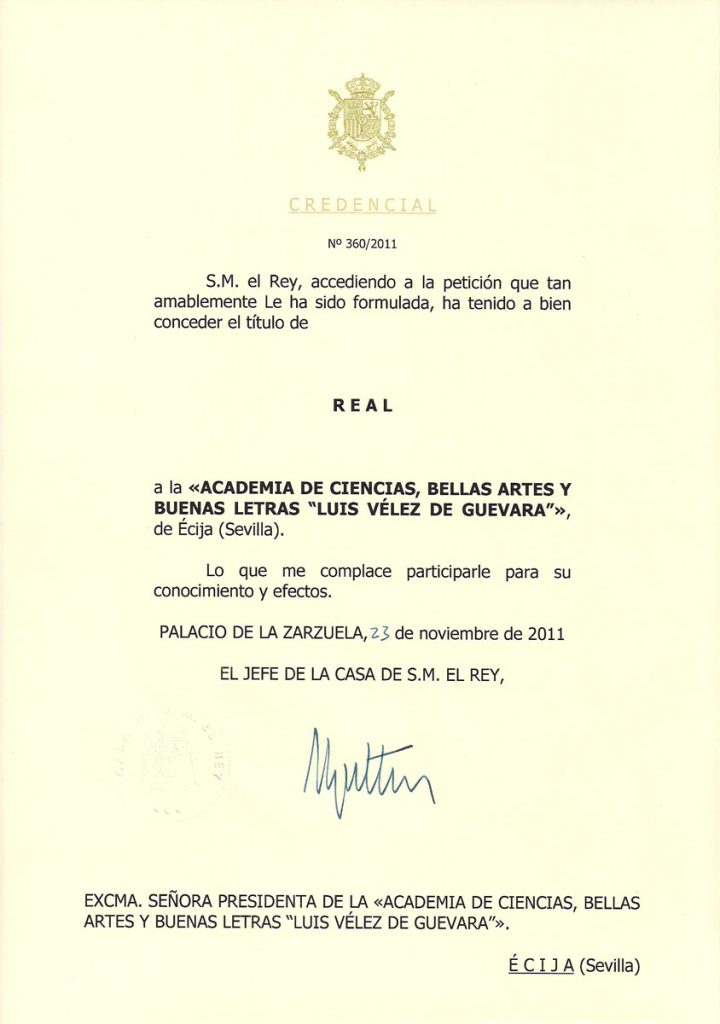
Título de Real de la Academia Luis Vélez de Guevara

## Gobierno
Tras la celebración de la última Sesión Plenaria, que tuvo lugar dicho día 3 de enero de 2023, la Junta de Gobierno de la Real Academia de Ciencias, Bellas Artes y Buenas Letras “Luis Vélez de Guevara” ha quedado constituida de la siguiente forma:
- Presidente: Excmo. Sr. D. Clemente Manuel López Jiménez.
- Vicepresidente: Ilmo. Sr. D. Fernando Martín Sanjuán.
- Secretario: Ilmo. Sr. D. Vicente Mazón Morales.
- Tesorero: Ilmo. Sr. D. Alfonso Martín Sanjuán.
- Vicetesorera: Ilma. Sra. Dña. Carmen Baena Yerón.
- Bibliotecario: Ilmo. Sr. D. José Luis Jiménez Sánchez-Malo.

## Cronología de la Presidencia de esta Corporación
Relación de Académicos que han presidido esta Corporación ordenada cronológicamente.
1. Excmo. Sr. D. Antonio Morales Martín (1955-1967)
2. Excmo. Sr. D. José Valverde Madrid.(1967-1968)
3. Escmo. Sr. D. Fernando Torralba y García Soria (1968-1976)
4. Excmo. Sr. D. Joaquín de Soto Ceballos-Zúñiga (1976-1983)
5. Excmo. Sr. D. Antonio Fernández Pro (1983-1987)
6. Excmo. Sr. D. Antonio Morales López (1987-2001)
7. Excmo. Sr. D. Francisco J. Fernández-Pro Ledesma(2001-2004)
8. Excma. Sra. D.ª Concepción Ortega Casado (2004-2023)
9. Excmo. Sr. D. Clemente Manuel López Jiménez (En la actualidad)

## Académicos de Número
Se relaciona a continuación la nómina de Académicos de Número, ordenada por fecha de ingreso en la Institución.
1. Ilmo. Sr. D. José Enrique Caldero Bermudo Fecha de ingreso: 09-11-1984
2. Ilmo. Sr. D. Juan Méndez Varo Fecha de ingreso: 14-02-1986
3. Ilmo. Sr. D. Francisco J. Fernández-Pro Ledesma Fecha de ingreso: 17-02-1989
4. Ilmo. Sr. D. Mariano Oñoro López Fecha de ingreso: 07-02-1992
5. Ilmo. Sr. D. Fernando Martín Sanjuán Fecha de ingreso: 12-06-1998
6. Ilma. Sra. Dña. María Andújar Garzón Fecha de ingreso: 04-12-1998
7. Excma. Sra. Dña. Concepción Ortega Casado Fecha de ingreso: 30-04-1999
8. Ilmo. Sr. Dr. D. Sergio García-Dils de la Vega Fecha de ingreso: 27-02-2004
9. Ilmo. Sr. D. Cristóbal Cordero González Fecha de ingreso: 28-01-2005
10. Ilmo. Sr. D. Fernando del Pino Jiménez Fecha de ingreso: 13-05-2005
11. Ilmo. Sr. D. Diego Lamoneda Díaz Fecha de ingreso: 20-02-2009
12. Ilmo. Sr. D. Vicente Mazón Morales Fecha de ingreso: 17-04-2009
13. Ilmo. Sr. D. Javier Madero Garfias Fecha de ingreso: 22-05-2009
14. Ilma. Sra. Dña. Carmen Baena Yerón Fecha de ingreso: 20-11-2009
15. Ilmo. Sr. D. Alfonso Martín Sanjuán Fecha de ingreso: 19-04-2012
16. Ilmo. Sr. D. Miguel Aguilar Jiménez Fecha de ingreso: 20-02-2014
17. Ilmo. Sr. D. Ceferino Aguilera Ochoa. Fecha de ingreso: 20 de marzo de 2014.
18. Ilmo. Sr. D. Rafael Benjumea Gómez-Duarte. Fecha de ingreso: 26 de mayo de 2017.
19. Ilmo. Sr. Dr. Clemente M. López Jiménez. Fecha de ingreso: 9 de marzo de 2018.

## Académicos Correspondientes
Se relaciona a continuación la nómina de Académicos Correspondientes, ordenada por fecha de ingreso en la Institución.
1. Ilmo. Sr. D. Rafael Manzano Martos.  Fecha de ingreso: diciembre de 1968.
2. Ilmo. Sr. D. Daniel Pineda Novo.  Fecha de ingreso: noviembre de 1968.  Discurso de ingreso: “Estudio biográfico-crítico del ilustre ecijano don José Giles y Rubio”.
3. Ilmo. Sr. Dr. D Joaquín Criado Costa.  Correspondiente en Córdoba.  Fecha de ingreso: 15 de diciembre de 1983.  Discurso de ingreso: «Contrapunto a las teorías barroco-gongorinas al uso».
4. Ilmo. Sr. Dr. D. Gerardo Pérez Calero.  Correspondiente en Sevilla.  Fecha de ingreso: 15-03-1985.
5. Ilmo. Sr. Dr. D. Genaro Chic García.  Correspondiente en Sevilla.  Fecha de admisión: 5-12-1984.  Fecha de ingreso: 11-10-1985.  Catedrático de Historia Antigua (Universidad de Sevilla).
6. Ilmo. Sr. D. Manuel Terrín Benavides.  Correspondiente en Albacete.  Fecha de admisión: 28-04-1988.  Fecha de ingreso: 21-10-1988.  Discurso de ingreso: «Andalucía en mis poemas».  Poeta y escritor.
7. Ilmo. Sr. Dr. D. Salvador Ordóñez Agulla.  Correspondiente en Sevilla.  Fecha de admisión: 31-10-1988.  Fecha de ingreso: 2-12-1988.  Profesor Titular de Historia Antigua (Universidad de Sevilla).
8. Ilmo. Sr. D. Fernando Polo de Alfaro.  Correspondiente en Cáceres.  Fecha de admisión: 28-03-1989.  Licenciado en Bellas Artes.
9. Ilmo. Sr. D. Juan José Antequera Luengo.  Fecha de admisión: 30-05-1989.
10. Ilmo. Sr. Dr. D. Julián Castro Velilla.  Correspondiente en Sevilla.  Fecha de admisión: 3-10-1989.  Fecha de ingreso: 27-10-1989.  Discurso de ingreso: «Tendencias de la oftalmología hacia el año 2000».
11. Ilmo. Sr. Dr. D. José María Barrera López. Correspondiente en Sevilla.  Fecha de admisión: 31-10-1989.  Fecha de ingreso: 24-11-1989.  Discurso de ingreso: «Un periodo inédito en la biografía de Pedro Garfias: Los diez años de silencio, 1926-1936».
12. Ilmo. Sr. Dr. D. Pedro Sáez Fernández.  Correspondiente en Sevilla.  Catedrático de Historia Antigua (Universidad de Sevilla).
13. Ilmo. Sr. D. Jesús García Solano   Correspondiente en Marchena.  Fecha de ingreso: 07-05-1993.
14. Ilmo. Sr. D. José María López Puerta.  Fecha de ingreso: 17 de enero de 1997.  Discurso de ingreso: “El Humanismo y la Medicina”.
15. Ilmo. Sr. D. Francisco González de Posada.  Fecha de ingreso: 8 de noviembre de 2002.  Discurso de ingreso:“El Universo: Estructura y Dinamicidad”.
16. Ilmo. Sr. D. Jesús Martínez Moreno.  Fecha de ingreso: 30 de enero de 2004.  Discurso de ingreso: “La poesía y el legado de Manuel Benítez Carrasco”.
17. Ilmo. Sr. D. Francisco Luis Díaz Torrejón.  Correspondiente en Granada.  Fecha de admisión: 17 de mayo de 2005.  Fecha de ingreso: 20 de enero de 2006.  Discurso de ingreso: «Poder militar y poder político en la Écija napoleónica (1810-1812)».
18. Ilmo. Sr. D. Julián Hurtado de Molina Delgado.  Fecha de ingreso: 21 de abril de 2006.  Discurso de ingreso: Fundamentos Históricos y Jurídicos del Fuero otorgado a Écija por Alfonso X, El Sabio.
19. Ilma. Sra. Dra. Dña. Guadalupe López Monteagudo.  Correspondiente en Madrid.  Fecha de ingreso: 13 de marzo de 2009.  Discurso de ingreso: «Baco y Écija».
20. Ilmo. Sr. D. Luis Moral Ordóñez.  Correspondiente en Sevilla.  Fecha de ingreso: 10 de diciembre de 2009.  Discurso de ingreso: «Intervenciones en el río Genil a su paso por Écija: 1989-1993».
21. Ilmo. Sr. D. José Manuel Farfán Pérez.  Fecha de ingreso: 12 de noviembre de 2010.  Discurso de ingreso: «Paradigmas de la economía pública».
22. Ilmo. Sr. D. Andrés Cea Galán.  Fecha de ingreso: 25 de noviembre de 2010.  Discurso de ingreso: «Écija en la encrucijada de los organistas españoles».
23. Ilmo. Sr. D. Alberto Máximo Pérez Calero.  Fecha de ingreso: 31 de marzo de 2011.  Discurso de ingreso: «La Medicina sevillana hacia 1930. Médicos e instituciones que la hicieron posible».
24. Ilmo. Sr. D. Miguel Cruz Giráldez.  Correspondiente en Sevilla  Fecha de ingreso: 15 de diciembre de 2012.  Discurso de ingreso:“La serrana de la Vera. Una tragedia famosa de Luis Vélez de Guevara”.
25. Ilmo. Sr. D. José Raúl Calderón y Peragón.  Fecha de ingreso: 19 de octubre de 2012.  Discurso de ingreso:“Lances de honor: una solución aceptada de limpiar la honra”.
26. Ilmo. Sr. D. Ramón Corzo Sánchez.  Fecha de ingreso: 14 de marzo de 2013.  Discurso de ingreso:“Astigi como capitalidad de Turdetania”.
27. Ilma. Sra. Dña. Mercedes Valverde Madrid.  Fecha de ingreso: 18 de diciembre de 2013.  Discurso de ingreso: “Una copa de Nüremberg en Córdoba”.
28. Ilmo. Sr. D. Rafael Jiménez Díaz.  Fecha de ingreso: 26 de noviembre de 2015.  Discurso de ingreso: “La sanidad y las plantas”.
29. Ilmo. Sr. Don Manuel Blázquez Ruiz.  Fecha de ingreso: 5 de febrero de 2016.  Discurso de ingreso: «Nanociencia. Orígen, Evolución y Perspectiva».
30. Ilma. Sra. Dña. Rocío Fernández Berrocal.  Fecha de ingreso: 3 de marzo de 2016.  Discurso de ingreso: «El Magisterio de Juan Ramón Jiménez».
31. Excmo. Sr. D. Carlos Murciano González.  Fecha de ingreso: 12 de enero de 2017.  Discurso de ingreso: «Visión de un mundo poético».
32. Ilmo. Sr. Dr. Antonio Bocanegra Padilla.  Correspondiente en San Fernando.  Fecha de ingreso: 8 de febrero de 2019.  Discurso de ingreso: «Elementos místicos en mi poesía».
33. Excmo. Sr. Dr. Miguel Ángel Ballesteros Martín.  Correspondiente en Madrid.  Fecha de ingreso: 8 de marzo de 2019.  Discurso de ingreso: «La Globalización y la evolución de la seguridad internacional».
34. Ilma Sra. Dª. Rosa Díaz.  Correspondiente en Sevilla.  Fecha de ingreso: 25 de abril de 2019.  Discurso de ingreso: «Cuatro mujeres en la literatura».
35. Ilmo Sr. D. Francisco Manuel Acedo Díaz.  Correspondiente en Osuna.  Fecha de ingreso: 23 de mayo de 2019.  Discurso de ingreso: «Aspectos históricos, socioculturales y patológicos de la mama femenina».
36. Ilma. Sra. Dª.  Trinidad Sánchez Muñoz.  Correspondiente  Fecha de ingreso: 29 de octubre de 2022.  Discurso de ingreso: «Desagravio a Ana Caro».
37. Ilmo. Sr. D. Antonio Carvajal Milena.  Correspondiente en Granada.  Fecha de ingreso: 25 de marzo de 2022.  Discurso de ingreso: «Genil: Río de Versos».
38. Ilmo. Sr. D. José María Palencia Cerezo.  Correspondiente en Córdoba.  Fecha de ingreso: 22 de mayo de 2022.  Discurso de ingreso: «Dibujos sevillanos del siglo XVII del Museo de Bellas Artes de Córdoba».
39. Ilmo. Sr. D. José María Raya Román.  Correspondiente en Sevilla.  Fecha de ingreso: 16 de junio de 2022.  Discurso de ingreso: «El Universo de Vitruvio«.
40. Ilmo. Sr. D. José Sarria Cuevas.  Correspondiente en Málaga.  Fecha de ingreso: 11 de noviembre de 2022.  Discurso de ingreso: «LA PALABRA ILUMINADA. La literatura hispanomagrebí: desde sus inicios hasta las jóvenes generaciones«.
41. Ilmo. Sr. D. Antonio Fernández-Pro Ledesma.  Correspondiente en Toledo.  Fecha de ingreso: 17 de febrero de 2023.  Discurso de ingreso: «COVID PERSISTENTE. Una nueva realidad asistencial».
42. Ilmo. Sr. Dr. D. Rogelio Reyes Cano.  Correspondiente en Sevilla.  Fecha de ingreso: 23 de febrero de 2023.  Discurso de ingreso: «CLAROSCUROS de la SEVILLA de CERVANTES. Tres episodios significativos».
43. Ilmo. Sr. Dr. Francisco J. Gan Pampols.  Correspondiente en Zaragoza.  Fecha de ingreso: 6 de octubre de 2023.  Discurso de ingreso: «GEOPOLÍTICA E INCERTIDUMBRE EN EL SIGLO XXI».
44. Ilma. Sra. Dª Eva Andújar  Correspondiente en Roma.  Fecha de ingreso: 7 de junio de 2024.  Discurso de ingreso: «UNA VIDA EN VIAJE. DESDE LOS FRESCOS ITALIANOS AL CONTEMPORÁNEO».
45. Ilmo. Sr. Dr. D. Antonio Moreno Ayora  Correspondiente en Córdoba.  Fecha de ingreso: 28 de marzo de 2025.  Discurso de ingreso: «UN ESCRITOR COMPROMETIDO: JUAN CAMPOS REINA».